# Retox
Retox är Turbonegros åttonde album som gavs ut 11 juni 2007. Det gick rakt upp på tredjeplatsen på svenska hitlistan för albumförsäljningen.

## Låtlista
1. "We're Gonna Drop the Atom Bomb" - 3:42
2. "Welcome to the Garbage Dump" - 1:59
3. "Hell Toupée" - 3:27
4. "Stroke the Shaft" - 3:20
5. "No, I'm Alpha Male" - 3:14
6. "Do You Do You Dig Destruction" - 3:46
7. "I Wanna Come" - 3:37
8. "You Must Bleed/All Night Long" - 2:39
9. "Hot & Filthy" - 3:15
10. "Boys From Nowhere" - 3:30
11. "Everybody Loves a Chubby Dude" - 3:49
12. "What Is Rock!?" - 7:53
13. "Back in Denim" - 4:10 (bara på digipack)
14. "Into the Void" - 3:05 (bara på digipack)